# 西別列日
51°40′27″N 31°8′22″E / 51.67417°N 31.13944°E
西別列日（烏克蘭語：Сибереж），是烏克蘭北部的村莊，隸屬切爾尼希夫州的切爾尼希夫區。該村始建於1726年，面積1.05平方公里，海拔高度149米，2001年人口566，人口密度每平方公里539.1人。